# اتصال مجازی
اتصال مجازی یا ZWJ یک نویسه کنترلی است که در حروف‌چینی رایانه‌ای برخی خط‌های پیچیده مانند خط عربی یا خطوط براهمی به کار گرفته می‌شود. یونیکد اتصال مجازی، U+200D است و می‌توان با &#8205؛ یا &zwj؛ آن را در HTML نمایش داد.
برای مثال، «ش‍» و «ب‍» با استفاده از نویسهٔ اتصال مجازی به شکل حرف غیر آخر درآمده‌اند. در صفحه‌کلید فارسی استاندارد این نویسه بر روی کلید ~ قرار دارد. در صفحه‌کلید فارسی مایکروسافت آن را می‌توان با Ctrl+Shift+1 وارد کرد (و همچنین Shift+J).

## معرفی
استاندارد ایزیری ۳۳۴۲ از نخستین استانداردهایی است که مفاهیم فاصلهٔ مجازی و اتصال مجازی را معرفی کرد.